# Нодар Татарашвілі
Татарашвілі Нодар (груз. ნოდარ თათარაშვილი; нар. 1941) — грузинський генерал, начальник Генерального Штабу Грузії (1994—1996)
До призначення у січні 1994 начальником Генерального штабу командував миротворцями у Південній Осетії. Генерал — майор (1994), генерал — лейтенант (1996).